# Casa del carrer Barcelona, 46
Casa del carrer Barcelona, 46 és una casa de cos del Masnou.

## Descripció
Casa entre mitgeres de planta rectangular enretirat del pla de carrer que consta de planta baixa i dues plantes pis, acabada amb coberta plana practicable a mode de terrat català. Per la planta baixa s'ha perllongat a posteriori fins alinear-lo al pla de carrer, ocupant l'antic pati davanter.
La façana es genera a partir d'una composició simètrica amb dos eixos de verticalitat que es defineix amb dues obertures per planta. Destaca el balcó continu de la primera planta amb barana de ferro forjat amb dues obertures amb guardapols en forma de frontó amb fulla d'acant central. A la segona planta, les dues obertures estan emmarcades per sengles pilastres estriats amb capitell jònic.
L'acabat del parament és un estucat pintat amb relleu a mode de franges horitzontals i amb un seguit d'elements ornamentals dels que destaquen una franja entre els dos pisos i sota la cornisa amb motius geomètrics i florals que es ressalten amb la combinació de colors en què estan pintats. A l'interior està decorat amb teixit de damasc tornassolat i amb flors de llis.